# 語学番組
語学番組（ごがくばんぐみ）は、ラジオ、テレビ、またはその他の受信機によって受信される形式で放送する語学に関連する番組である。本項目では、NHKラジオ第2放送およびNHK教育テレビ（NHK Eテレ）で放送される「NHK語学番組」を取り扱う。

## 概要
2022年4月現在、レギュラー放送では英語・中国語・フランス語・イタリア語・アラビア語・朝鮮語（”ハングル講座”）・ドイツ語・スペイン語・ロシア語・ポルトガル語・日本語の11言語を扱う。その内、アラビア語・ロシア語・ポルトガル語はラジオ講座のみの放送となっている。
かつての英語を除くNHK語学テキストのひと月の値段は200円台で推移しており広告がとても少なかったが、2021年現在は550円を超えておりテキスト内容以外の項目も多い。とくに年度初めの4月号は出版社、ラジオ受信機、電子辞書、語学学校の広告で他の月より一際分厚い。2021年現在のラジオ講座では「テキストをお持ちの方は」と断りを入れて講師がダイアローグを音読することが多い。
講座をまとめた形のムックも多数販売されている。
時間帯は、NHK放送番組編成計画やNHK番組表を参照のこと。

### ラジオ
英語講座番組は基礎から応用までクラス別に番組が用意される。2000年代のラジオの「まいにち○○語」の初期の頃は1週間1レッスンで、基本的なフレーズ100種をピックアップした「ステップ100（ほとんどは新しい単語やフレーズの紹介は基本的に月曜 - 木曜で、金曜はその週の復習に当たる）」という形式であったが、現在は一部を除き、月曜から水曜「入門コース」、木曜・金曜「応用コース」という体裁を復活させて復習回を廃止している。また、月曜日が第5週まである場合は、一部の例外はあるが、原則として第4月曜日からの週の生放送分の再放送に充当する講座もある。

かつては、多くの講座が月曜日から土曜日まで週6回の放送が編成され、英語番組は夏休みに集中再放送が編成されることもあった。日曜日に『やさしいビジネス英語』の集中再放送が組まれたことから、NHKR2は教育番組というよりは外国語教育専門チャンネルとしての様相を色濃くしていく。2019年度にベトナム語ニュースとインドネシア語ニュースが加わったことにより、その傾向は推し進められている。
入門編と応用編は内容面・レベル面において全く関連性がない。入門編をマスターしたからといってそのまま応用編を理解できるかというとそうではない。特に応用編は講師によって何を取り上げるかが著しく異なるので、年度によってレベルが異なる事に注意しなければならない。石井晴一が1990年にラジオ講座を担当したとき、入門編をすべて終えると応用編にスライドできるように過去最大の詰め込みを行った。当時のバックナンバー巻末には、難易度について読者の抗議を受けたと思われる記述が散見される。2000年代から徐々に応用編は軽いタッチの読みやすい仕上がりに変わっていった。1980年代まで扱われる講座にイタリア語、アラビア語、ポルトガル語がなく、土曜日は再放送のオンパレードになっていなかった。
語学番組の再放送枠は『やさしいビジネス英語』が発端で、「平日は聞くのが厳しく日曜日にまとめて聞きたい」という要望を受けて始まったのがきっかけである。これを切り口として多くの語学番組が土日にまとめて再放送を組むようになり、土曜日と日曜日の日中に至ってはほとんど再放送で埋め尽くされている。
2026年4月からは番組は完全にNHK-FM放送へ移管される。

#### 改革歴
ラジオ講座では、橋本元一元会長率いるNHKの経営改革に伴い英語以外の語学講座番組を縮小する動きがあると伝えられたため、2007年4月5日にはレギュラー放送での講座を持つ7言語（英語・アラビア語・日本語を除く）の13学術団体（日本独文学会を含む）が連名者となって、ラジオ語学講座の十分な維持を依頼する趣旨の要望書をNHKへ提出した。その1年前にNHK-FM停波が竹中平蔵の手で提起されたもののリスナーの理解が得られないとして立ち消えになっていた。2020年（令和2年）には、会長前田晃伸が将来的にラジオ第2を停波することも視野に入れた事業計画を出してきた。
2008年に番組の抜本的な改編に着手することとなった。ラジオでは、要望を受け講座数そのものは維持されたが、英語(殆どは1年間のシリーズ)以外では1回の放送時間が5分短縮され15分となり、また日曜を除き毎日放送されたところを月曜から金曜までの5日間に短縮した。また、内容は従来の「入門編」に相当するものだけとなった。
2010年までにこれに対して多くの反発があり、前年度までの放送を「応用編」主体でアンコール放送を行うことにした。ただし前述のとおり2010年度から一部を除き入門コース、応用コースの1週2レッスン(週前半が入門、後半が応用)が再開された。英語は1年間を通してのシリーズであるが、それ以外は入門コースが概ね半年間、応用コースは3ヶ月間を一つの区切りとする。
2012年から2019年までは「中国語」「ハングル」については、入門編「毎日○○語」と、応用編「レベルアップ○○語」をそれぞれ平日週5日間コースで放送することになった。このうち「レベルアップ」コースは従来の「アンコール毎日○○語」からの転換で、新作は上半期は入門コース、下半期は応用コースで放送し、反対側のコースはそれぞれアンコール放送となった。学校放送は放送時間が短縮されたが、その代替として番組がインターネットで配信されるようになった。語学講座においても、コンテンツの一部がストリーミング配信されるようになった。
2020年4月から語学番組の削減としてレベルアップ中国語とレベルアップハングル講座がなくなるものの、各国語ニュースの充実として、ロシア語ニュースとタイ語ニュースが加わり、基礎英語0が帯番組に昇格する。
2021年は中学生の基礎英語_レベル1、中学生の基礎英語_レベル2ほか英語講座がリニューアルされると同時に、韓国語の枠が元に戻った。ラジオビジネス英語が一週間の帯番組になる。ラジオ講座はまいにちドイツ語10～3月が入門ではなく初級編になって1年の継続を目指すスタイルに変更された。
また2020年度（2021年1月）に策定した長期経営計画の一環として、ラジオ第2を2026年度をめどに廃止する方向で調整していることから、2022年4月以後、平日6時台に生放送している「中学生の基礎英語 レベル1」「同 レベル2」と「中高生の基礎英語 in English」の3本をラジオ第2に加えてFM放送でもサイマル放送する編成を試験的に行うことになった。
2023年度以降は、CD発売が英語・フランス語・ドイツ語・中国語・韓国語の講座に絞られた。その代わり、限定配信という形で音声だけは無料でPCあるいはスマホから聴取が可能になっている。また、ラジオ第2の廃止に向けた実証実験としてのFM放送での講座放送についても、従来の上記3番組の同時サイマル放送に加え、「ラジオ英会話」（ラジオ第2では6時台放送分のディレイ）と「ラジオビジネス英語」（初回生放送。ラジオ第2の初回はそれのディレイ放送）が新たに放送されるようになった。
2024年度は英語(の一部)のみならず、中国語とハングルの講座のFM再送信が始まる。同時にCD教材も英語のみの発売となる。
同年度を以て音声教材（カセットテープ→CD）の発売を完全に終了する代わりに、2025年度から英語のみではあるが、NHK語学テキスト音声のダウンロード発売が開始される予定である。

### テレビ
2002年頃までは早朝（6 - 7時台）の放送を基本とし、再放送は0時以降の深夜や午後の15時台に放送された。しかし視聴者のライフスタイルの変化などを理由に、23時台またはそれに続く時間帯を本放送とし、早朝や正午前後を再放送とするようになった。また英語以外（イタリア語とアラビア語は除く）の言語は、1990年以前（アンニョンハシムニカ・ハングル講座は2008年以前）はラジオと同じく「…語講座」というタイトルだった。かつての講座はシルビア・ヘデニックやハンス・ヨアヒム・クナウプなどの研究者が頻繁に出現していた（クナウプは現在も現役である）。
テレビ講座では、生徒役などにタレントを起用する番組が多い。2003年には「ゴガク系」と称し、生徒役の女性8人の同名ユニット「ゴガク系」(土屋アンナ、長澤奈央、清水ゆみ、市川実和子、三津谷葉子、池澤春菜、金田美香、加藤夏希)によるテーマソング「バージョンアップ!ゴガク系」や、その年の生徒・講師・アシスタント等出演者全員によるオリジナルドラマが作られ放送されるなど、大々的なキャンペーンが行なわれた。基本的には通年講座だが、2004年以降は初心者の興味喚起のきっかけ作りに3か月から6か月単位で進められることも多い。主に基礎部分が前期の再放送で、文化コーナーだけが新作である。ドラマ部分のスキットはテレビ番組上はもちろんテキストでも全ての文について文法・単語の解説がなされないので、タレント出演でのとっつきやすさとは裏腹に初心者向きの構成ではない。テレビのロシア語会話やアラビア語会話は半年だけ新作で、あとは再放送、およそ4年ごとに新作番組を制作する。2008年度以降は、テレビの中国語とハングル（以上は1年コース）を除いて、後期は再放送する。
2010年度には基本的に英語は1年、他は半年を1つのシリーズとし、ロシア以外のヨーロッパ大陸国の言語に“EURO24”という統一テーマを導入。各国の特徴を踏まえつつ、扱うフレーズ、番組のスタイルを統一した。EURO24は2016年からさらにリニューアルが図られ、「旅する○○」と題して現地でのロケを通じた実践形式となったが、新型コロナウィルス感染拡大の影響で継続不可能となり、2020年からはスタジオ収録形式に戻したうえで「旅するための○○」と会話重視の構成に改まっている。
さらに、2022年度以降はイタリア語が、2023年度前期はそれ以外の言語の番組がそれぞれ新作の制作を見送った。
中国語とハングルはこの間も引き続き「テレビで◯◯」のタイトルを使用していたが、2022年度からは「◯◯!ナビ」へとリニューアルされた。また、2022年3月一杯で「ロシアゴスキー」と「アラビーヤ・シャベリーヤ!」が終了。これに伴い、1973年から約半世紀近くに渡って放送されたロシア語、並びに2002年から約20年近くに渡って放送されたアラビア語のテレビ講座は終了、以降両講座はラジオ放送のみとなった。
2024年以降、いくつかのアプリは扱いを終了し、PC版の番組案内も単純化される。このため、テレビ版もNHKプラスによる再送信が実施される。

### ムック
2021年4月から、季刊ムックと音声DLのみで供給される番組が登場している。

## 現在放送されている番組
Eテレ
- えいごであそぼ Meets the World
- えいごでがんこちゃん
- エイゴビート2
- ベーシック英語
- リトル・チャロ
- 会話が続く!リアル旅英語
- ＃バズ英語〜SNSで世界をみよう〜（2024年4月2日 - ）
- しあわせ気分のイタリア語（2023年10月2日 - ）
- しあわせ気分のフランス語（2023年10月3日 - ）
- しあわせ気分のドイツ語（2023年10月4日 - ）
- しあわせ気分のスペイン語（2023年10月5日 - ）
- 中国語!ナビ（2024年4月6日 - ）
- ハングルッ!ナビ（2022年4月7日 - ）

ラジオ第2放送
- 小学生の基礎英語
- 中学生の基礎英語レベル1
- 中学生の基礎英語レベル2
- ラジオ英会話（2008年3月31日 - ）
- 英会話タイムトライアル（2012年4月2日 - ）
- エンジョイ・シンプル・イングリッシュ（2014年3月31日 - ）
- ラジオビジネス英語（2021年3月29日 - ）
- ニュースで学ぶ「現代英語」（2022年4月4日 - ）
- まいにちドイツ語（2008年3月31日 - ）
- まいにちフランス語（2008年3月31日 - ）
- まいにちイタリア語（2008年3月31日 - ）
- まいにちスペイン語（2008年3月31日 - ）
- まいにち中国語（2008年3月31日 - ）
- まいにちロシア語（2008年3月31日 - ）
- まいにちハングル講座（2008年3月31日 - ）
- まいにちロシア語
- アラビア語講座
- ポルトガル語入門
- ポルトガル語ステップアップ

## 過去の出演講師・アシスタント (テレビ版)
講座の配列は、放送開始年次順などによった。
各種英語講座
※は、2016年までに放送中または放送予定であった番組。
| 番組名                                | 講師                                                                  | アシスタント                                                            | 備考 |
| ------------------------------------- | --------------------------------------------------------------------- | ----------------------------------------------------------------------- | ---- |
| 英語が伝わる!100のツボ                | 西蔭浩子                                                              | サイラス・望・セスナ                                                    |      |
| リトル・チャロ カラダにしみこむ英会話 | 佐藤良明                                                              | SHELLY MICHAEL                                                          |      |
| 新感覚☆わかる 使える英文法            | 田中茂範                                                              | ダリオ戸田                                                              |      |
| きょうから英会話                      | 松本茂                                                                | チャド・マレーン                                                        |      |
| 新感覚☆ キーワードで英会話            | 田中茂範・河原清志・佐藤芳明                                          | 安良城紅                                                                |      |
| 100語でスタート!英会話                | 投野由紀夫                                                            | ジョージ・ウィリアムズ                                                  |      |
| はじめよう英会話                      | スティーヴ・ソレイシィ（第1・第3シリーズ） 松本茂（第2・第4シリーズ） | パトリック・ハーラン （第4シリーズ）                                    |      |
| いまから出直し英語塾                  | 大杉正明                                                              | スーザン・ネルソン                                                      |      |
| ドラマで楽しむ英会話                  | 宮嶋万里子                                                            |                                                                         |      |
| 英会話ドラマでリスニング              | 鳥飼玖美子ほか                                                        |                                                                         |      |
| コーパス100!で英会話                  | 投野由紀夫                                                            | マシューまさるバロン                                                    |      |
| トラッドジャパン※                     | 江口裕之                                                              | ステゥウット ヴァーナム・アットキン ジェイク・シマブクロ（2011年度 - ） |      |
| ニュースで英会話※                     | 鳥飼玖美子 伊藤サム（英字新聞回担当）                                 | 山内木の実（2009年度） 中川倫子（2010年度 - ）                          |      |
| ギフト〜E名言の世界〜                 | ロジャー・パルバース                                                  |                                                                         |      |
| リトル・チャロ2 英語に恋する物語      |                                                                       | SHELLY マイケル・リーバス                                               |      |
| Jブンガク                             | ロバート・キャンベル                                                  |                                                                         |      |
| 実践! 英語でしゃべらナイト            | ジョン・カビラ                                                        | パトリック・ハーラン                                                    |      |
| アンジェラ・アキのSONGBOOK in English | アンジェラ・アキ 大杉正明                                             | クリス・ペプラー                                                        |      |
| テレビで基礎英語※                     | 田尻悟郎                                                              | パトリック・ハーラン                                                    |      |
| おとなの基礎英語※                     | 松本茂                                                                | 太田エイミー ジェイソン・ハンコック                                     |      |
| スーパープレゼンテーション※           |                                                                       | 伊藤穰一                                                                |      |
英語以外の講座
2008年度以降
| 番組名               | 講師 | アシスタント | 備考 |
| -------------------- | --- | --- | ---- |
| テレビでドイツ語     | 岡村りら（2012年度上期） 吉満たか子（2010年度上期・2011年度・2012年度下期） 矢羽々崇（2008年度上期・2009年度・2010年度下期） 保阪良子（2008年度下期） | マライ・メントライン（2009年度上期・2010年度・2011年度下期 - 2012年度上期） ラウラ・アンダース（2012年度上期） スヴェン・パリス（2012年度上期） ダニエル・ケルン（2011年度上期・2012年度下期） ケルスティン・ハーリング（2011年度上期・2012年度下期） Sascha（2009年度上期・2010年度・2011年度下期） ベンヤミン・ライン（2010年度上期・2011年度下期） 門倉タニア（2010年度上期・2011年度下期） LIZA（2008年度下期 - 2009年度上期・2010年度下期） ユリアーネ・マッカーティー（2008年度上期・2009年度・2010年度下期） フランク・リースナー（2009年度上期・2010年度下期） クリスチャン・トリーベル（2008年度下期） 夏目ナオキ（2008年度上期・2009年度下期） |      |
| テレビでフランス語   | 川竹英克（2012年上期） 清岡智比古（2011年上期・2012年度下期） ジャック・マーニュ（2011年上期・2012年度下期） 國枝孝弘（2008年度下期・2010年度上期・2011年度下期） パトリス・ルロワ（2010年度上期・2011年度下期） 北村亜矢子（2008年度上期・2009年度・2010年度下期） 三浦篤（2009年9月・2011年3月） 宮下志朗（2009年8月・2011年2月） 桑瀬章二郎（2009年7月・2011年1月） 佐藤康（2008年度上期・2009年度下期） | クロエ・ヴィアート（2012年度上期） ギヨーム・ボ（2012年度上期） マルタン・フェノ（2012年度上期） メディ・ネカシュ（2011年度上期・2012年度下期） ミレイ・ダンブロン（2011年度上期・2012年度下期） セリーヌ・アザイス（2010年度上期・2011年度下期） クリステル・ル・カルヴェ（2009年度上期・2010年度下期） 三井シリル（2009年度上期・2010年度下期） ロランス・ニコラ（2009年7月 - 9月・2011年1月 - 3月） ミゲル・クインタナ（2009年7月 - 9月・2011年1月 - 3月） マリー・ピエール・リコー（2009年7月 - 9月・2011年1月 - 3月） セドリック・リヴォー（2009年7月 - 9月・2011年1月 - 3月） パトリス・ルロワ（2008年度下期） ケティ・ローラン・ハーネット（2008年度下期） フレデリック・ヴィエノ（2008年度下期） メリー・キョウコ・ネゼール（2008年度下期） ヴァンソン・ジリ（2008年度上期・2009年度下期） ジェシー・ルーセル（2008年度上期・2009年7月 - 2010年3月・2011年1月 - 3月）                                                                                      |      |
| テレビでスペイン語   | 福嶌教隆（2008年度・2012年度上期） 角田哲康（2011年度上期・2012年度下期） 貫井一美（2010年度上期・2011年度下期） 粕谷てる子（2009年度・2010年度下期） | マルコス・アントニオ・ゲレロ・ロメラ（2012年度上期） クリスティーナ・センザノ・ロサ（2012年度上期） エレナ・ポンセ・マリンバルド（2011年度上期・2012年度下期） マリオ・ドナト・コルゾ・トレス（2011年度上期・2012年度下期） マリア・ゴメス・ベドヤ（2010年度上期・2011年度下期） フリオ・ビジョリア・アパリシオ（2010年度上期・2011年度下期） ベゴーニャ・ビジャマリン（2008年度 - 2009年度・2010年度下期） ミゲール・アンヘル（2009年度下期） ジン・タイラ（2009年度下期） 伊礼彼方（2009年度上期・2010年度下期） エドゥアルド・モレノ（2009年度上期・2010年度下期） カルロス・エステバン・ボホ（2009年度上期・2010年度下期） アンヘラ・フォレロ・ドゥラン（2008年度） ガブリエル・ベギリスタイン・アランサスティ（2008年度） |      |
| テレビで中国語       | 陳淑梅（2011年度 - ） 荒川清秀（2009年度 - 2010年度） 古川裕（2008年度） | 阿部力（2012年度） 段文凝（2011年度 - ） Cica（2011年度） 魯大鳴（2011年度） 胡兵（2010年度 - 2011年度） 鶯と燕（2010年度） ローラ・チャン（2008年度 - 2009年度） 李浩（2008年度） |      |
| テレビでハングル講座 | チャン・ウニョン（2011年度 - ） チョ・ヒチョル（2009年度 - 2010年度） イ・ユニ（2008年度） | 藤原倫己（2011年度 - ） Jisong（2011年度 - ） 2PM（2012年度） 超新星（2011年度） ヨンア（2009年度 - 2010年度） コン・テユ（2009年度 - 2010年度） ヒョンギ（2008年度） 金景太（2008年度） |      |
| テレビでイタリア語   | 武田好（2012年度上期） 鈴木マリア・アルフォンサ（2008年度下期 - 2009年度上期・2010年度下期 - 2011年度上期・2012年度下期） 入江たまよ（2010年度上期・2011年度下期） 京藤好男（2008年度上期・2009年度下期） | マッテオ・インゼオ（2008年度 - 2009年度・2010年度下期・2012年度上期） エヴァ・カンベッダ（2012年度上期） アリーチェ・スィニョレッリ（2009年7月 - 9月・2011年1月 - 9月・2012年度下期） ルカ・チェッカテッリ（2008年度・2009年7月 - 2010年9月・2011年1月 - 3月・2011年度下期） レオナルド・ベヌッチ（2008年度・2009年度下期 - 2010年度上期・2011年度下期） パオロ・ラドゥ（2009年7月 - 9月・2011年1月 - 3月） イラーリア・メルヴィ（2009年7月 - 9月・2011年1月 - 3月） コンスエーロ・イノチェンティ（2009年7月 - 9月・2011年1月 - 3月） ロッセッラ・チェッカリーニ（2009年7月 - 9月・2011年1月 - 3月） ジュゼッペ・ファジョーリ（2009年7月 - 9月・2011年1月 - 3月） アレッサンドロ・チェントンツェ（2009年7月 - 9月・2011年1月 - 3月） ダニエレ・マランボン（2009年7月 - 9月・2011年1月 - 3月） モニカ・ブレッサッリア（2008年度上期・2009年度下期） ジャコモ・ジェルバズッティ（2008年度上期・2009年度下期） ダニエラ・トラモンターノ（2008年度上期・2009年度下期） |      |
| テレビでアラビア語   | 木下宗篤（2008年度下期 - 2011年度） エバ・ハッサン（2012年度上期 - ） | オサマ・イブラヒム（2012年度上期 - ） ハリル・メクダシ（2012年度上期 - ） 師岡カリーマ・エルサムニー（2012年度上期 - ） エバ・ハッサン（2008年度下期 - 2011年度） リーム・アフマド（2008年度下期 - 2011年度） |      |
| テレビでロシア語     | 沼野恭子（2009年度下期 - ） | セルゲイ・ポノマリョフ（2009年度下期 - ） ナターリヤ・ダヴィドワ（2009年度下期 - ） ドミトリー・デムチェンコ（2009年度下期 - ） |      |
2007年度まで
| 番組名                              | 講師 | アシスタント | 備考 |
| ----------------------------------- | --- | --- | --- |
| ドイツ語会話                        | 保阪良子（2006・07年度） 相澤啓一（2003 - 05年度） 中山純（2001・02年度ほか） | LIZA（2006・07年度） クリスチャン・トリーベル（2006・07年度） 長岡ナターシャ（2004 - 06年度） マックス・ザインシュ（2004・05年度） マティアス・ヘニングス（2005年度） レーナ・フリーチュ（2005年度） Sascha（2003年度） エリカ・クローゼ（2003年度） アレクサンダー・イミック（2003年度） 衛藤利恵（2002年度） エスター・シェーラー（2001・02年度） トーマス・マイアー（2001・02年度） | |
| フランス語会話                      | 杉山利恵子（2006・07年度） ミカエル・フェリエ（1999・2006・07年度） 國枝孝弘（2003 - 05年度） 大木充（1998 - 2002年度）                                                                                               | フランツ・オリビエ・ゼヴァルド（2006・07年度） ジェニファー・ジュリアン・イイダ（2006・07年度） アナンダ（2006年度） パトリス・ルロワ（1998 - 2005年度） ケティ・ローラン・ハーネット（2005年度） フレデリック・ヴィエノ（2005年度） ジャニック・マーニュ（2003・04年度） 浅沼友美（2003・04年度） ドミニク・シャニョン（2001 - 04年度） フランソワーズ・ヒロタ（2002年度） ファビエンヌ・アベール（1998 - 2001年度） エリック・ヴィエル | 2001・02年度 ベアトリス・バヴァルドの 声をフランソワーズ・ヒロタ が演じた。                              |
| スペイン語会話                      | 粕谷てる子（2007年度） 福嶌教隆（1997 - 2002・06年度） 大岩功（2004・05年度） 柳沼孝一郎（2003年度） | ミゲール・アンヘル（2007年度） ベゴーニャ・ビジャマリン（2004年度 - 07年度） ジン・タイラ（1997 - 1999・2001 - 05・07年度） SHEILA（2001 - 02年度・04年度下期） アルベルト城間（2000・03年度） カルラ・カサスコルデロ（2003年度） | SHEILAは2001年度は 生徒役兼任                                                                            |
| 中国語会話                          | 楊達（2007年度） 陳淑梅（2004 - 06年度） 相原茂（2001 - 03年度） 榎本英雄（1981年度後半 - 2000年度） 藤堂明保（1971年度後半 - 1978年度） 小峰王親（1971年度前半） 望月八十吉（1967 - 70年度） 相浦杲（1967 - 70年度） | 張熙寧（2005 - 07年度） 黄鶴（2006・07年度） 前田知恵（2006・07年度） 盧思（2002 - 05年度） 李浩（2003年度） 陳涛（2000 - 01年度） 沈建軍（1998 - 2001年度） | |
| イタリア語会話                      | 鈴木マリア・アルフォンサ（2007年度） 入江たまよ（2005・06年度） 押場靖志（2003 - 04年度・2007年度下期） 鶴田真子美（2002年度）                                                                                        | マッテオ・インゼオ（2005 - 07年度） レオナルド・ベヌッチ（2007年度） ルーカ・チェッカテッリ（2007年度） ヴィオレッタ・マストラゴスティーノ（2002・07年度） モニカ・ブレッサッリア（2004 - 06年度） ジローラモ・パンツェッタ（番組開始 - 2005年5月・2007年度下期） ダリオ・ポニッスィ（ - 2004年度） ロベルタ・ペリーニ（2004年度） エリオ・メッリーノ（2003年度） サラ・アリエンティ（2002年度） アダ・マウロ | ジローラモ・パンツェッタと ダリオ・ポニッスィは、 押場の担当開始までは 実質的には講師兼任の 立場だった。 |
| ロシア語会話                        | 沼野恭子（2007年度 - 2009年上期） 金田一真澄（2003 - 06年度） 黒田龍之助（2001・02年度） 亀山郁夫（1998 - 2000年度）                                                                                                  | アナトーリ・アレクサンドロヴィチ・クラスノフ（2007年度 - 2009年上期） アナスタシア・ボルドゥィレヴァ（2007年度 - 2009年上期） ヴィクトル・ニジェリスコイ（2007年度 - 2009年上期） ロディオン・モイセーエフ（2007年度 - 2009年上期） オクサーナ・ピスクノーヴァ（2001 - 02・05・06年度） ミハイル・モズジェチコフ（2005・06年度） 上世博及（2003・05・06年度） エレーナ・ラソヒナ（2004年度） アンナ・ベズグラヤ（2003年度） イリヤ・マニン（2002年度） デニース・セマーギン（2001年度） ワディム・シローコフ（2000年度） アリーナ・ソコロヴァ（1998 - 2000年度） | |
| アンニョンハシムニカ ・ハングル講座 | 長友英子（2006・07年度） キム・ジナ（2005年度） 小倉紀藏（2002 - 04年度） 兼若逸之（1995 - 99・2001年度） 増田忠幸（2000年度） 松尾勇（1990 - 95年度） 早川嘉春（1989・90年度） 梅田博之（初代、1984 - 89年度）       | パク・トンハ（2003 - 04・06 - 07年度） じゅよん（2006・07年度） Ryu（2005年度） ユンソナ（2002年度） リュウ・ヒジュン（2000 - 02年度） イ・ボンウォン（2001年度） | |
| アラビア語会話                      | 師岡・カリーマ・エルサムニー（番組開始 - 2008年度上期） アルモーメン・アブドーラ・ムハンマド（番組開始 - 2008年度上期） ラナ・ドゥベーシ（番組開始 - 2008年度上期。第2シリーズについてはVTR出演）                     | 師岡・カリーマ・エルサムニー（番組開始 - 2008年度上期） アルモーメン・アブドーラ・ムハンマド（番組開始 - 2008年度上期） ラナ・ドゥベーシ（番組開始 - 2008年度上期。第2シリーズについてはVTR出演） | パイロット番組の 『短期集中講座・ アラビア語入門』に 奥田敦が出演                                        |

## 過去に出演した芸能人（テレビ版）
ここでは生徒役・コーナー担当者についてのみ取り上げる。指導アシスタントとして出演した芸能人（ネイティブに限る）については前項を参照。
各種英語講座
※は、2016年までに放送中または放送予定であった番組。
| 番組名                                | 男性                                                                 | 女性 | 備考 |
| ------------------------------------- | -------------------------------------------------------------------- | --- | ---- |
| 英語が伝わる!100のツボ                |                                                                      | 優木まおみ |      |
| リトル・チャロ カラダにしみこむ英会話 | 石川雅宗 瀧上伸一郎                                                  | 坂本麻紀子 マリー 大野瑠衣 |      |
| 新感覚☆わかる 使える英文法            |                                                                      | 和希沙也 |      |
| きょうから英会話                      | ピエール瀧                                                           | 高橋ユウ toutou |      |
| 新感覚☆ キーワードで英会話            | 藤岡正明                                                             | |      |
| 100語でスタート!英会話                |                                                                      | 山崎真実（2005年度） 杏さゆり（2004年度） 加藤夏希（2003年度）                                                                          |      |
| はじめよう英会話                      | ぜんじろう（第2シリーズ）                                            | あさつき緑（第1・第3シリーズ） 梶瑞枝（第2シリーズ） 絹代（第4シリーズ）                                                                |      |
| いまから出直し英語塾                  | 桂かい枝                                                             | 香坂みゆき（第1シリーズ） 牧瀬里穂（第2シリーズ）                                                                                       |      |
| ドラマで楽しむ英会話                  |                                                                      | 肘井美佳 （2005年度「マイアミ7」シリーズ）                                                                                              |      |
| コーパス100!で英会話                  |                                                                      | 福田萌 |      |
| Jブンガク                             |                                                                      | 依布サラサ（2009年度） 杏（2010年度 - 2011年度）                                                                                        |      |
| ギフト〜E名言の世界〜                 |                                                                      | 紺野美沙子 |      |
| リトル・チャロ2 英語に恋する物語      | 筧利夫（5月） 西村和彦（7月） 冨浦智嗣（9月） 石田純一（12月）       | MEGUMI（4月） 渡辺満里奈（6月） 平山あや（8月） 八田亜矢子（10月） 小沢真珠（11月） 水野裕子（1月） 石田ひかり（2月） 宇野実彩子（3月） |      |
| ハピえいご                            | ジョージ・ウィリアムズ 石河ウィンデン健 エリック・ゼイ ユージ 渡辺哲 | SHANTI キッド映恋 |      |
| プレキソ英語※                         | 茂山童司                                                             | |      |
| 実践! 英語でしゃべらナイト            | 青井実                                                               | |      |
| テレビで基礎英語※                     | 小籔千豊 まえだまえだ                                                | 舟山久美子 |      |
| おとなの基礎英語※                     |                                                                      | 坂下千里子（2012年度 - 2014年度） 高橋真麻（2015年度 - ）                                                                               |      |
| スーパープレゼンテーション※           |                                                                      | Kylee（2012年度上期） 吹石一恵（2012年度下期）                                                                                          |      |
「3か月トピック英会話」と「新3か月トピック英会話」については番組の項を参照。
英語以外の講座
2008年度以降
「EURO24」ナビゲーターについては、直接言葉を教えるわけではなく、むしろ生徒役を兼ねた立場であるため、こちらに掲載した。
| 番組名               | 男性 | 女性 | 備考 |
| -------------------- | --- | --- | ---- |
| テレビでドイツ語     | 勝村政信（2012年度上期） 土屋礼央（2008年度下期） 石井正則（2008年度上期・2009年度下期） 児玉清（2008年度上期・2009年度下期）                                               | 内田恭子（2011年度上期・2012年度下期） トリンドル玲奈（2011年度上期・2012年度上期・2015年度上期） 原沙知絵（2010年度上期・2011年度下期） 中山エミリ（2008年度下期） |      |
| テレビでフランス語   | 髭男爵（2009年度上期・2010年度下期） | 村治佳織（2012年度上期） 黒谷友香（2011年度上期・2012年度下期） 知花くらら（2010年度上期・2011年度下期） 沢井美優（2008年度上期・2009年度下期）                     |      |
| テレビでスペイン語   | 今井翼（2011年度上期・2012年度下期） 岩本輝雄（2008年度） KTa☆（2008年度） ドロンズ石本（2008年度・2009年度下期）                                                           | 森口瑤子（2012年度上期） 片瀬那奈（2010年度上期・2011年度下期） 関根麻里（2009年度下期） 木村泰子（2008年度） 峰えりか（2008年度）                                  |      |
| テレビで中国語       | 田中直樹（2012年度） 山本太郎（2010年度） 陳建一（2009年度） | 藤原紀香（2011年度） 北陽（2009年度） 小池栄子（2008年度） |      |
| テレビでハングル講座 | コウケンテツ（2012年度） 細川茂樹（2010年度） ますだおかだ増田（2009年度） Zero（2008年度）                                                                                 | 磯山さやか（2014年度） はるな愛（2013年度） 大沢あかね（2011年度） ノーマ（2008年度）                                                                               |      |
| テレビでイタリア語   | 北村一輝（2012年度上期） 高橋克実（2011年度上期・2012年度下期） 青山草太（2008年度4月 - 7月・2009年10月 - 2010年1月） 大佐藤崇（2008年度4月 - 7月・2009年10月 - 2010年1月） | 萬田久子（2010年度上期・2011年度下期） |      |
| テレビでアラビア語   | 渡部陽一（2012年度上期 - ） 宍戸開（2008年度下期 - 2011年度下期） | |      |
2007年度まで
| 番組名                              | 男性 | 女性 | 備考                                                                                 |
| ----------------------------------- | --- | --- | ------------------------------------------------------------------------------------ |
| ドイツ語会話                        | 博多華丸・大吉（2007年度） 土屋礼央（2006年度） ペナルティ（2004 - 05年度） 桂小米朝（2001 - 02年度）                                                                       | 中山エミリ（2006年度） 伊達公子（2005年度上期） 市川実和子（2003年度） 今村雅美（1999年度下期・2000年度下期） 松下恵（1999年度上期・2000年度上期） |                                                                                      |
| フランス語会話                      | 尾崎右宗（2007年度） Rihito（2003年度） | 池澤春菜（2003年度） 仲根かすみ（2002年度） 井川遥（2001年度） 浜島直子（2000年度） |                                                                                      |
| スペイン語会話                      | ドロンズ石本（2006 - 07年度） 平子悟（エネルギー）（2006年度上期） 森一弥（エネルギー）（2006年4月 - 7月） AKIRA（2006年4月 - 5月） 笑い飯（2005年度） 武田修宏（2004年度） | 関根麻里（2007年度） 葉山レイコ（2006年度通し出演） 民部良子（2006年度通し出演） ユリエ（2006年度通し出演） 太田在（2006年度上期） 菜葉菜（2006年度上期） 奥浜レイラ（2006年4月 - 6月） 長谷川恵美（2006年4月） ステラかなえ（2004年度） 長澤奈央（2003年度）            | 前期サバイバルと年度末の 最終試験を制し、民部良子が 2006年度のカンペオーナとなった。 |
| 中国語会話                          | 栗原裕貴（2007年度） 谷原章介（2006年度） 金子貴俊（2005年度） ファンキー末吉（1999・2000年度）                                                                             | 白田久子（2007年度） 亀山房代（2004年度） 清水ゆみ（2003年度） 北川えり（2002年度・2005年度上期） 浅川稚広（2001年度） はな（2000年度） |                                                                                      |
| イタリア語会話                      | エリックまたひら（2006年度） パパイヤ鈴木（2005年度） 貴乃花光司（2005年4月 - 5月） coba（2001年度）                                                                        | とよた真帆（2006年度） 遠藤久美子（2005年度） 加藤ローサ（2004年度） 土屋アンナ（2003年度・2007年度下期） 吉岡美穂（2002年度） 三井智映子（2001年度） 北原奈々子（2000年度） 山口もえ（1999年度） 辻香緒里（1998年度） さとうやすえ（1997年度） 板谷由夏（1995・96年度） |                                                                                      |
| ロシア語会話                        | ダニエル・カール（2004年度） ただすけ（2003年度） 塩田貞治（2001年度） | 小林恵美（2007・08年度・2009年度上期） 長田佳世（2005・06年度） さとう珠緒（2004年度） 金田美香（2003年度） あんじ（2002年度） しまおまほ（2000年度上期） |                                                                                      |
| アンニョンハシムニカ ・ハングル講座 | 藤木勇人（2007年度） 倉本裕基（2005年度） | 樋場早紀（2007年度） 嵯峨百合子（2006年度） 山本梓（2004年度） 江川有未（2004年度） 三津谷葉子（2003年度） 笛木優子（2003年度） 黛まどか（2002年度） 阿部美穂子（2001年度） 神野美伽（2001年度） 洪仁順（2000年度） 津田三七子（1998・99年度）                           |                                                                                      |
| アラビア語会話                      | 柳家花緑 | | パイロット番組の 『短期集中講座・アラビア語入門』に 竹内海南江が出演                 |